# Slaget ved Vozja
Slaget ved Vozja (russisk: Битва на реке Воже, tr. Bitva na reke Vozje) var et slag udkæmpet mellem Storfyrstendømmet Moskva og Den Gyldne Horde den 11. august 1378, hvor Mamai forsøgte at straffe russernes ulydighed.
Russerne var under ledelse af prins Dmitrij Ivanovich fra Moskva, den senere Dimitrij Donskoj. Tatarerne blev ledet af Murza Begich. De to hære mødtes i nærheden af floden Vozja, en biflod til Oka. Efter en vellykket rekognoscering lykkedes det Dmitri at blokere vadestedet, som tatarerne havde planlagt at bruge ved passage af floden. Han fandt en god stilling for sine tropper på en bakke. Russernes forsvarskæde havde form af en bue med Donskoi i midten, flankerne under kommando af Timofej Veljaminov og Andrej af Polotsk.
Efter at have ventet i lang tid besluttede Begich at krydse floden og at omringe russerne fra begge sider. Imidlertid blev angrebet af tatarernes kavaleri stoppet, og russerne gik til modangreb. Tatarerne forlod deres stillinger og begyndte at trække sig tilbage i uorden, og mange af dem druknede i floden. Begich selv blev dræbt.
Slaget var den første betydningsfulde russiske sejr over Den Gyldne Horde. Sejren havde en stor psykologisk betydning forud for det berømte slag ved Kulikovo, da det viste sårbarhed ved tatarernes kavaleri, der ikke var i stand til at overvinde hård modstand eller modstå et beslutsomt modangreb. For Mamai betød nederlaget en direkte udfordring fra Dmitris side, hvilket fik ham til at starte et nyt mislykket felttog to år senere.
54°43′00″N 39°26′39″Ø / 54.7167°N 39.4442°Ø